# ¡No pasarán!
¡No pasarán! (špansko Ne bodo prodrli) je bilo eno glavnih krilatic španskih republikancev med špansko državljansko vojno.
Izvor krilatice pripisujejo francoskemu generalu Robertu Nivellu, ki je med bitko za Verdun izjavil istopomensko Ils ne passeront pas. Krilatica se je hitro razširila zaradi močnega propagandnega naboja. Pozneje je kratica postala tudi moto vojaških enot, ki so bile nastanjene na Maginotevi liniji.
Krilatica se je nato pojavila med bitko za Madrid, ko so republikanci branili mesto pred falangisti (nacionalisti). Takrat je Dolores Ibárruri Gómez (La Pasionaria; ena od ustanoviteljev KPŠ) uporabila to krilatico, ki je kmalu postala mednarodni protifašistični slogan. Še danes krilatico uporabljajo razne levičarske skupine. Med špansko državljansko vojno so desničarji spremenili krilatico v ¡Pasaremos! (Bomo prodrli) oz. ¡Han pasado! (So prodrli).
No pasaran se imenuje tudi pesem iz španske državljanske vojne, ki govori o bitki za Madrid.